# Boteni, Cluj
Boteni (în maghiară Botháza) este un sat în comuna Mociu din județul Cluj, Transilvania, România.

## Istoric

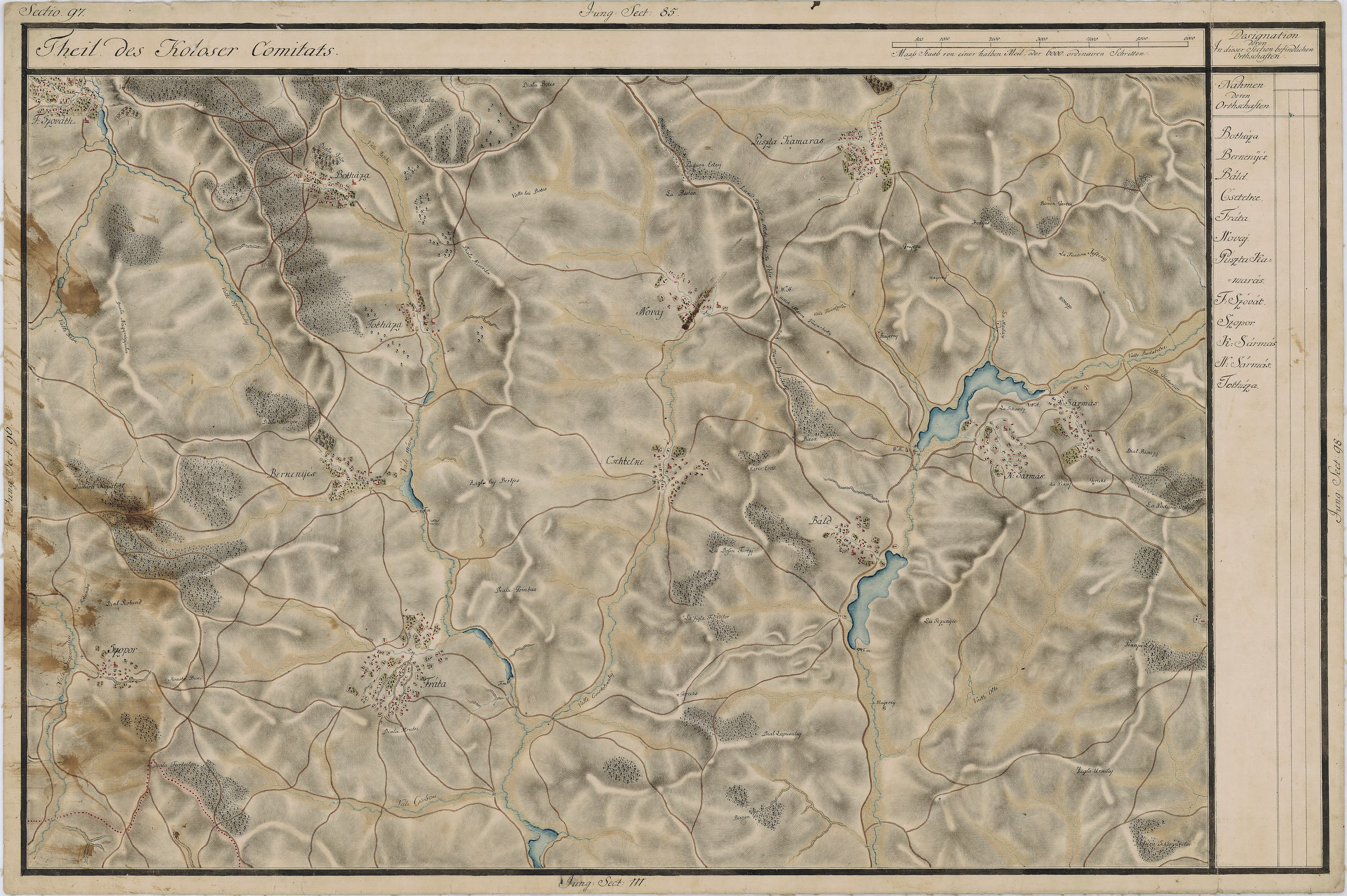
Boteni în Harta Iosefină a Transilvaniei, 1769-1773

Satul apare menționat în 1349 sub numele de Boothaza sau Boothhaza, 1350 (Bothaza), 1414 (Bothhaza), 1457 (poss. Bothhaza), 1733 (Both-haza), 1750 (Bothaza) și 1850 (Bothaza).
Pe Harta Iosefină a Transilvaniei din 1769-1773 (Sectio 142), localitatea a apărut sub numele de „Botháza'”.

## Demografie
De-a lungul timpului populația localității a evoluat astfel:

## Monumente istorice
- Biserică Reformată-Calvină construită în secolul XIII, de plan dreptunghiular cu sanctuar dreptunghiular. Modificări gotice (secolul XV) și elemente baroce (secolul XVIII).

## Legături externe
Materiale media legate de Boteni la Wikimedia Commons

## Imagini

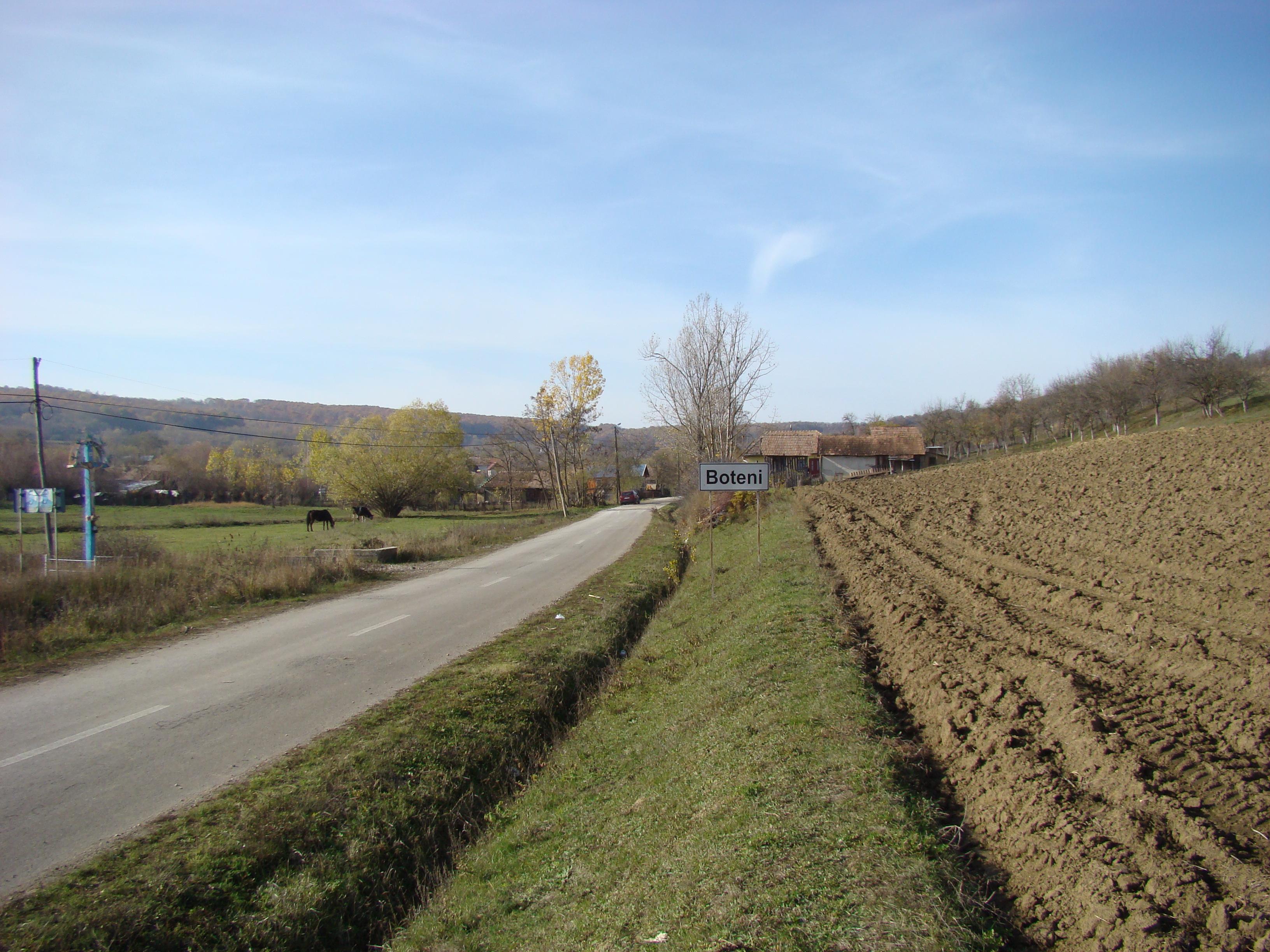
Intrarea în localitate
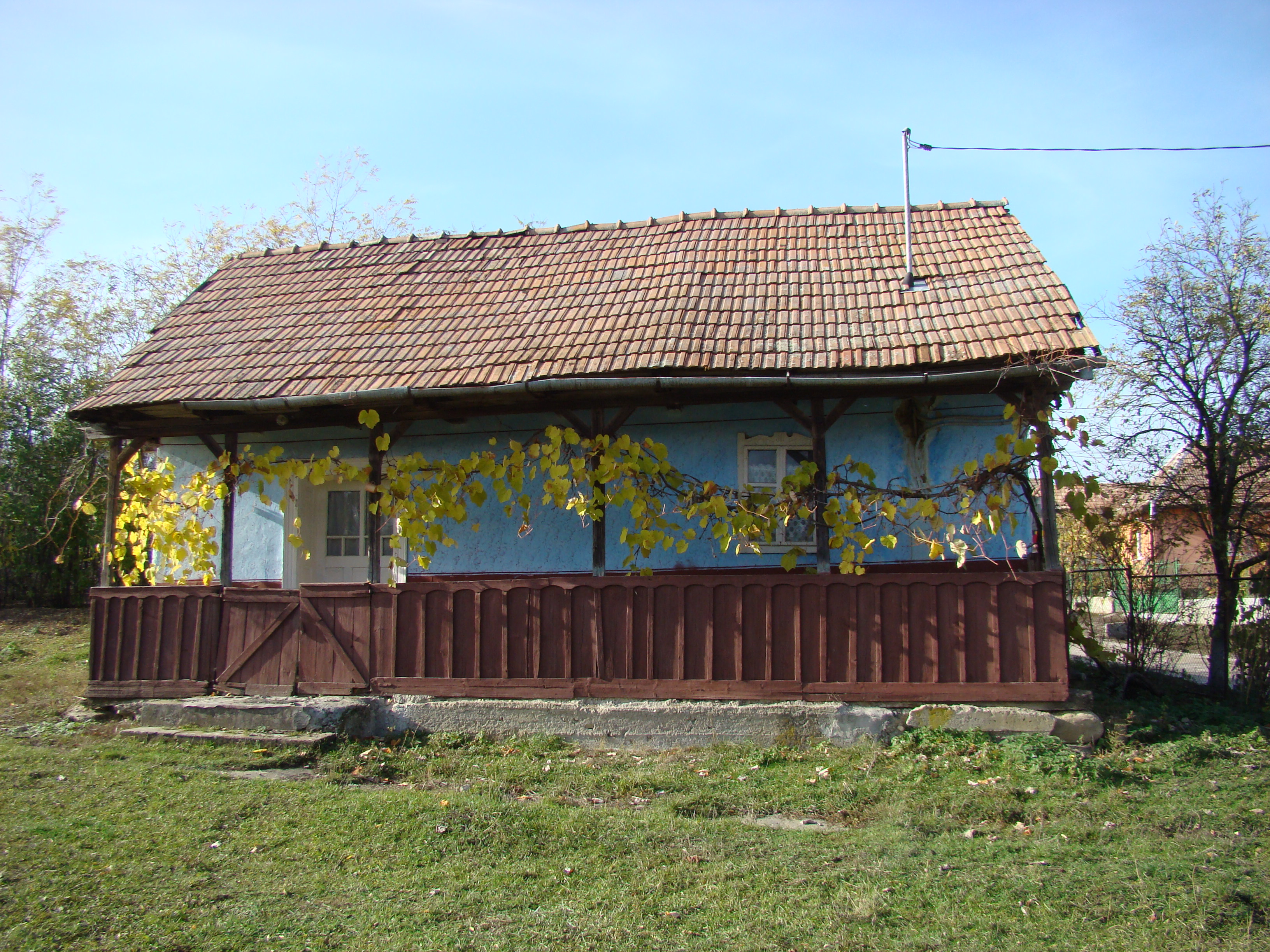
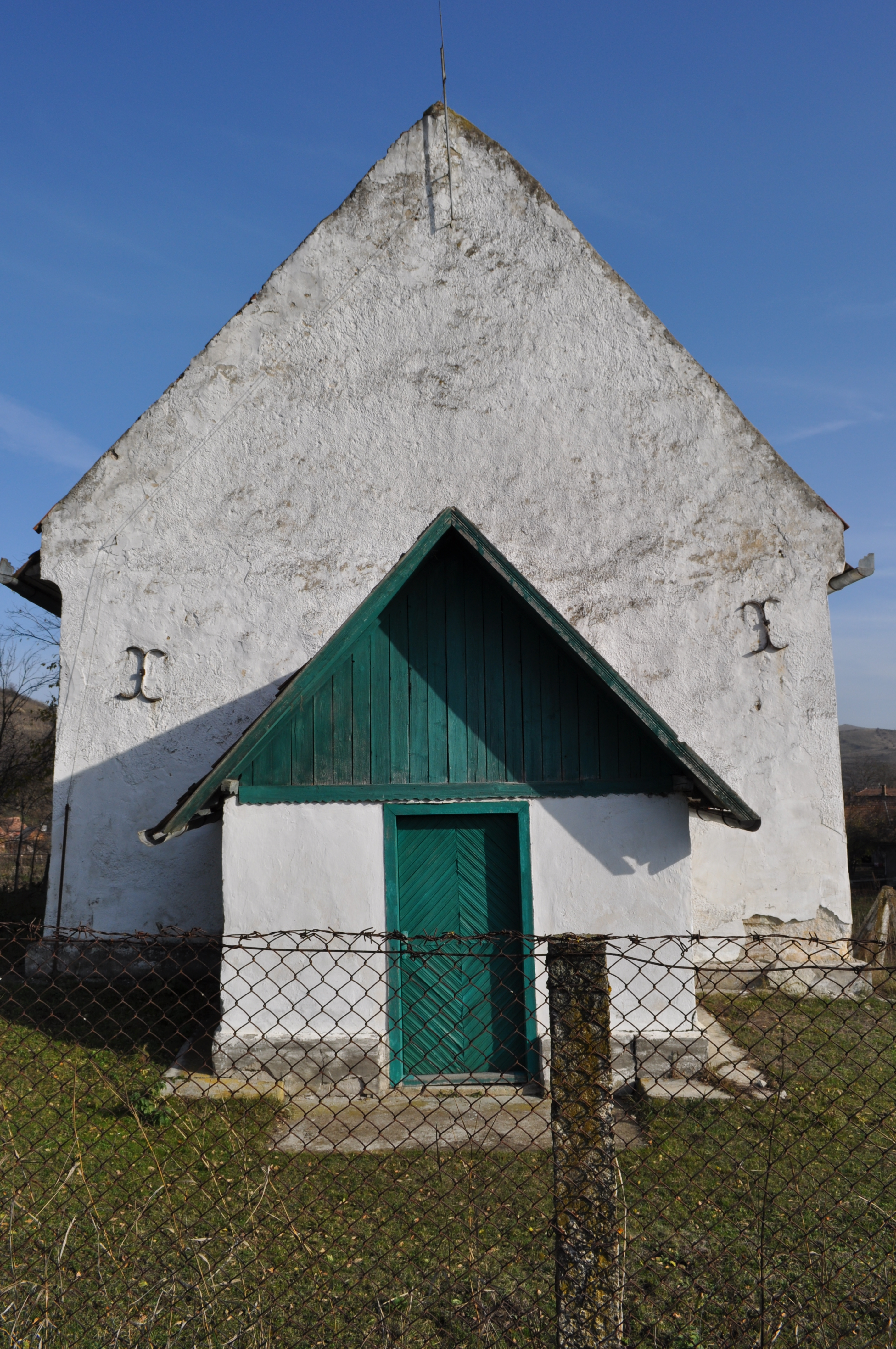
Biserica reformată (monument istoric)
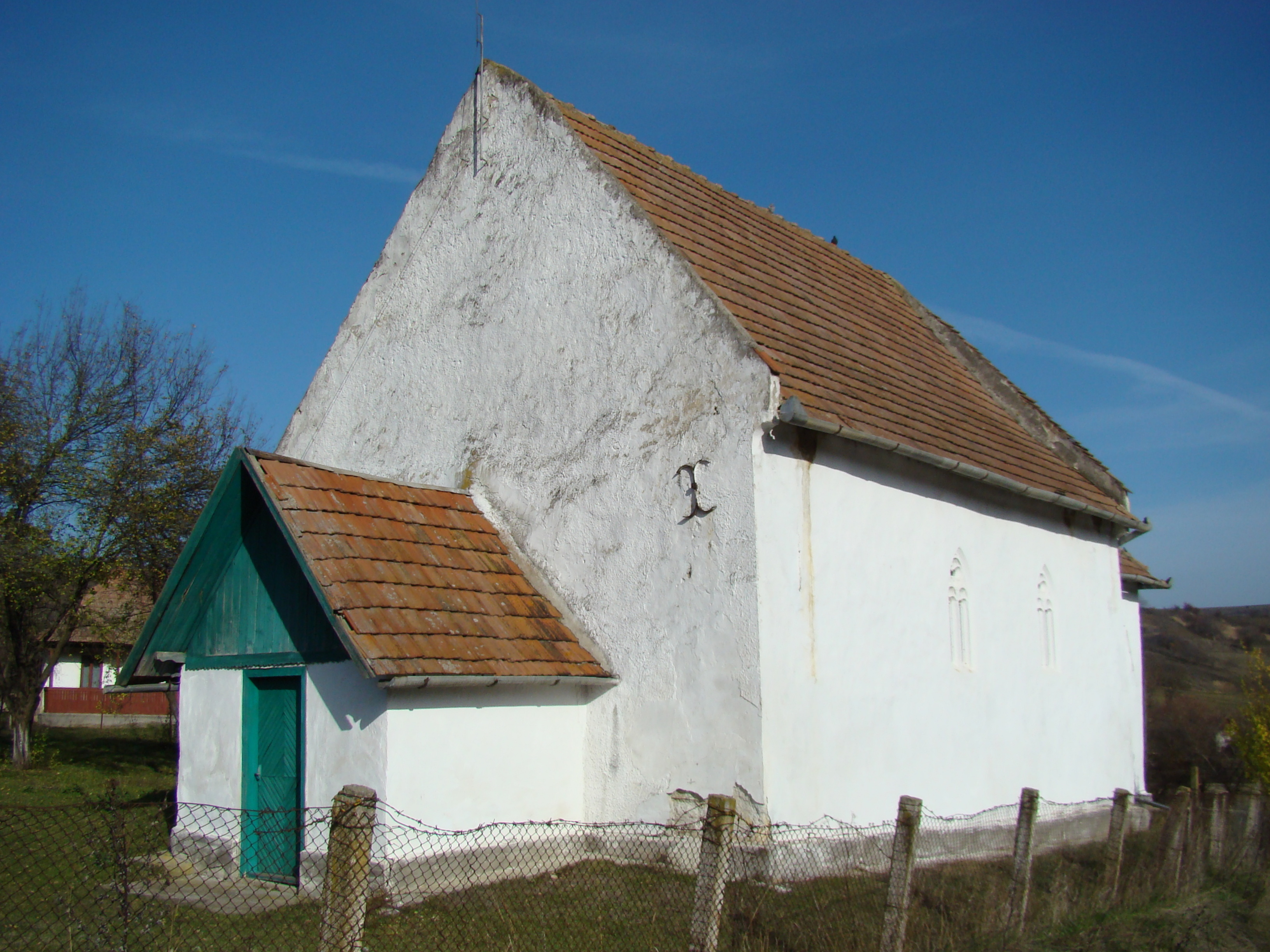
Biserica reformată (monument istoric)
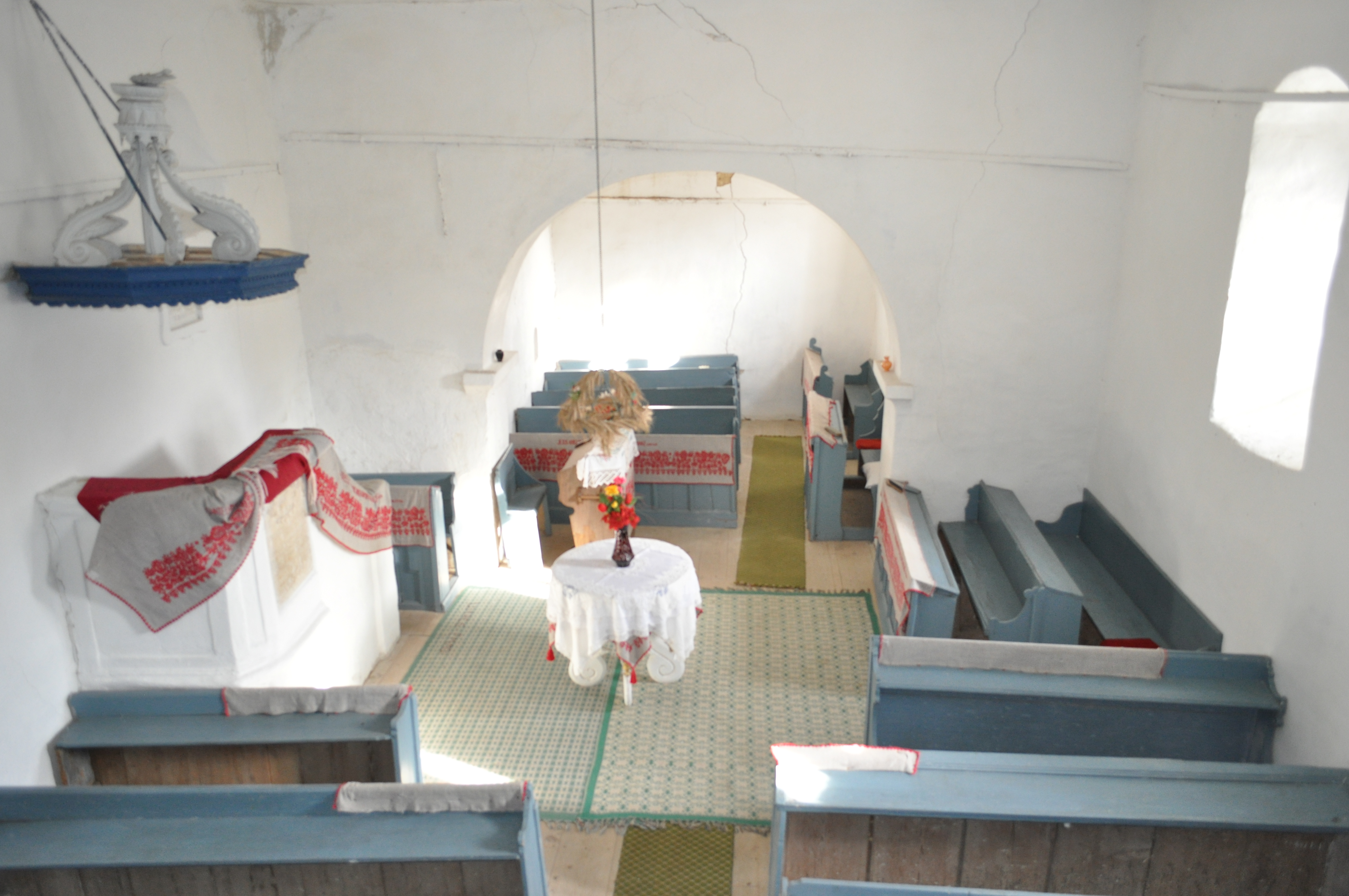
Biserica reformată (monument istoric)
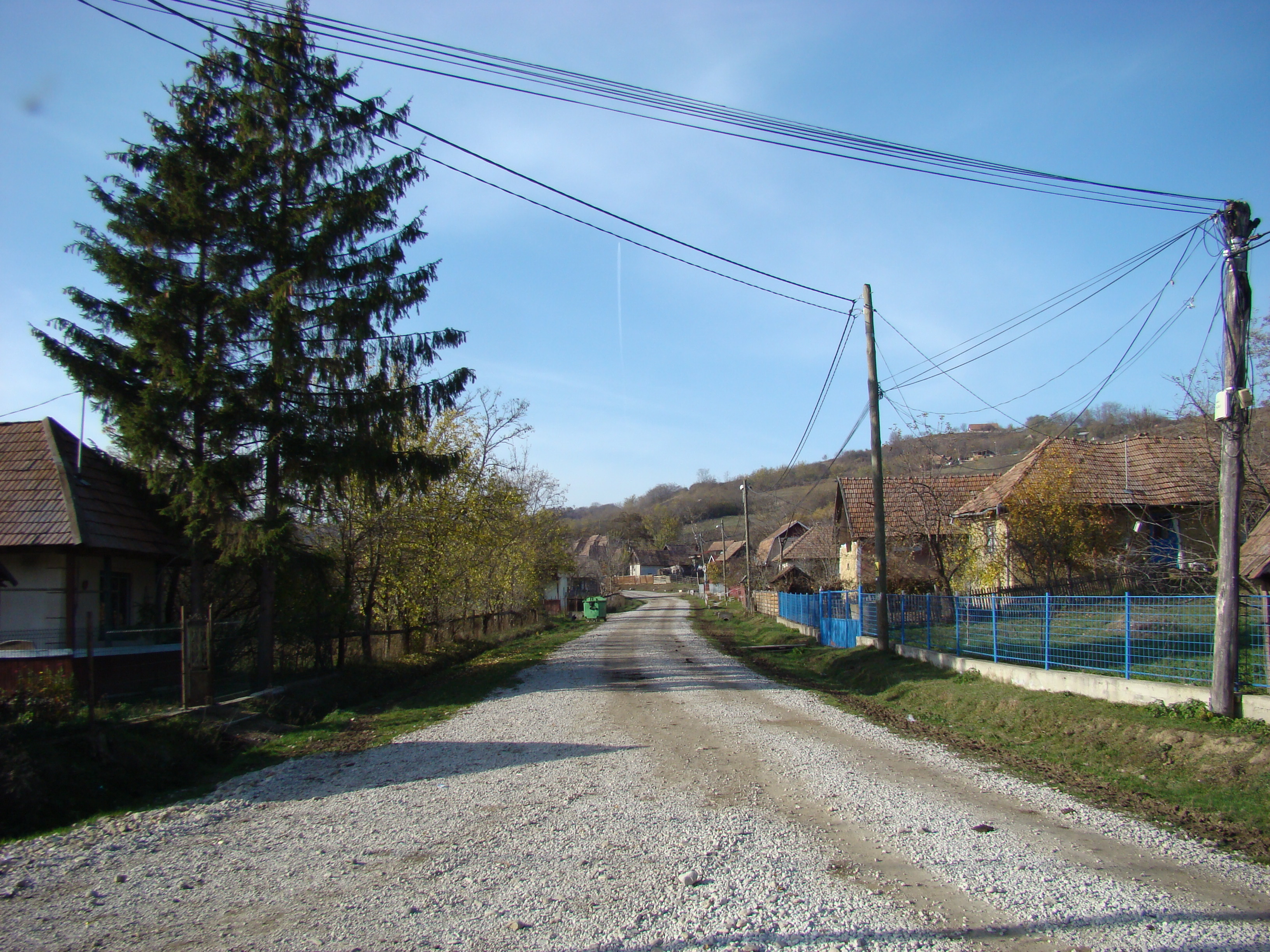
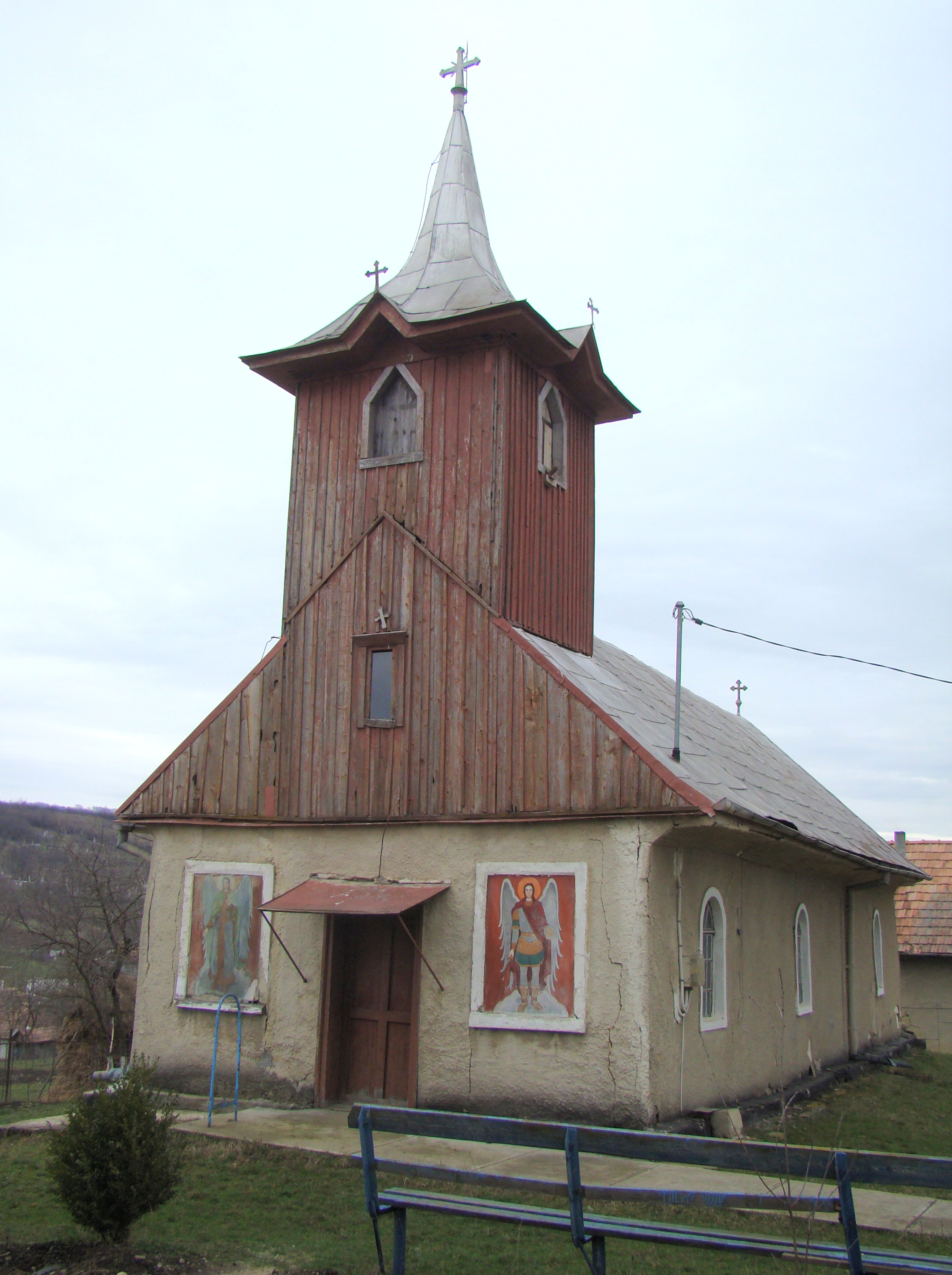
Biserica de lemn „Sfinții Arhangheli Mihail și Gavriil”
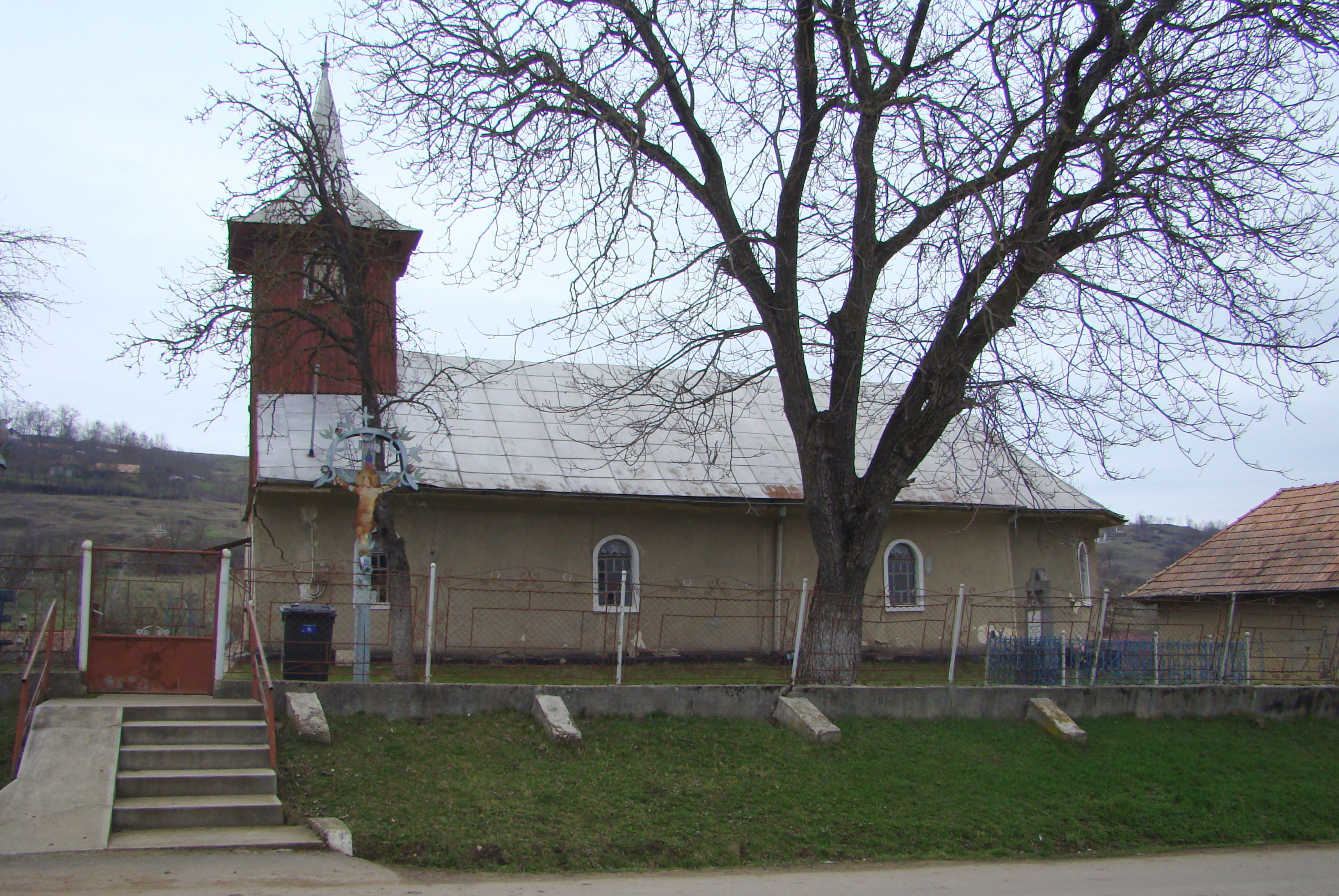
Biserica de lemn „Sfinții Arhangheli Mihail și Gavriil”
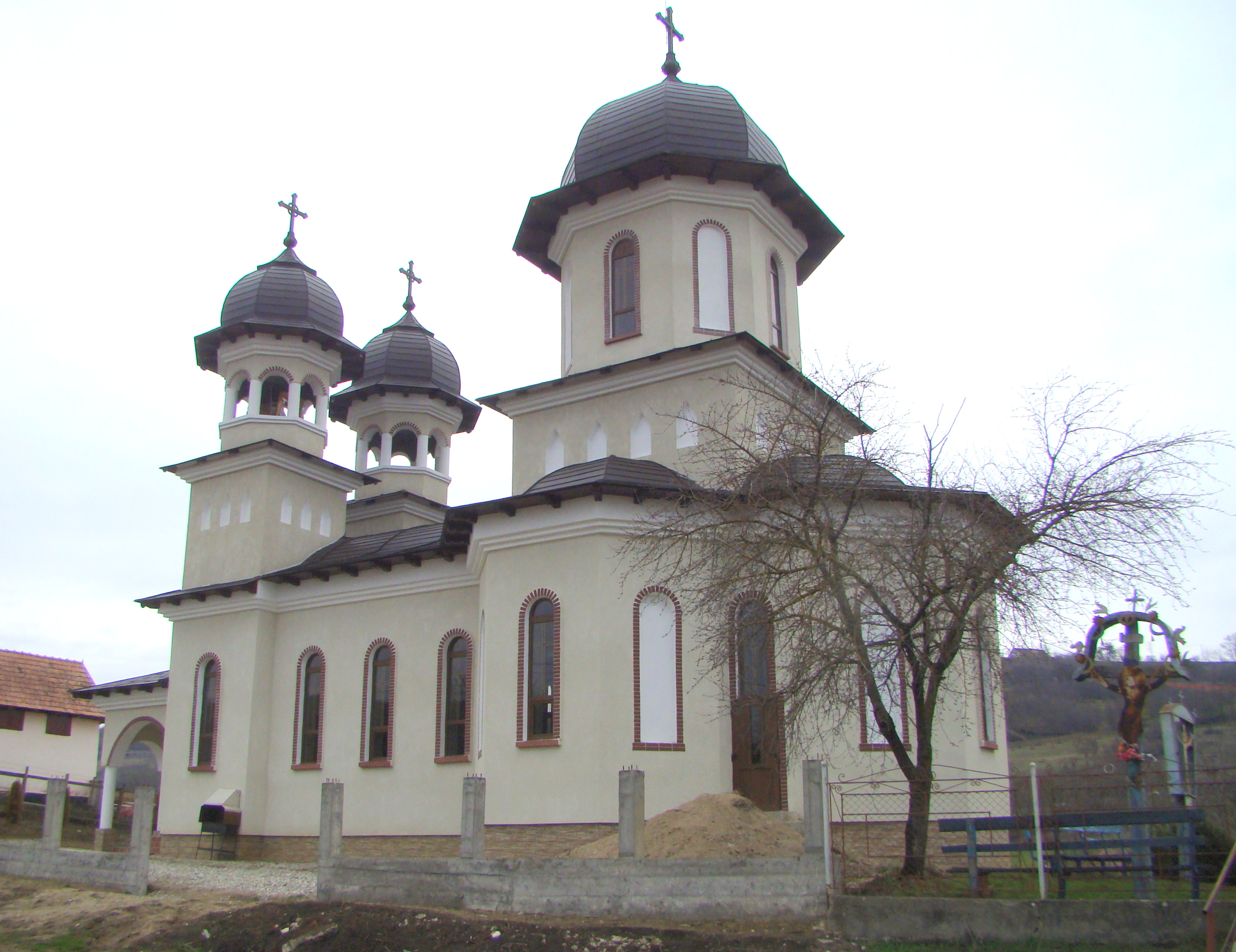
Biserica de zid „Pogorârea Sfântului Duh”
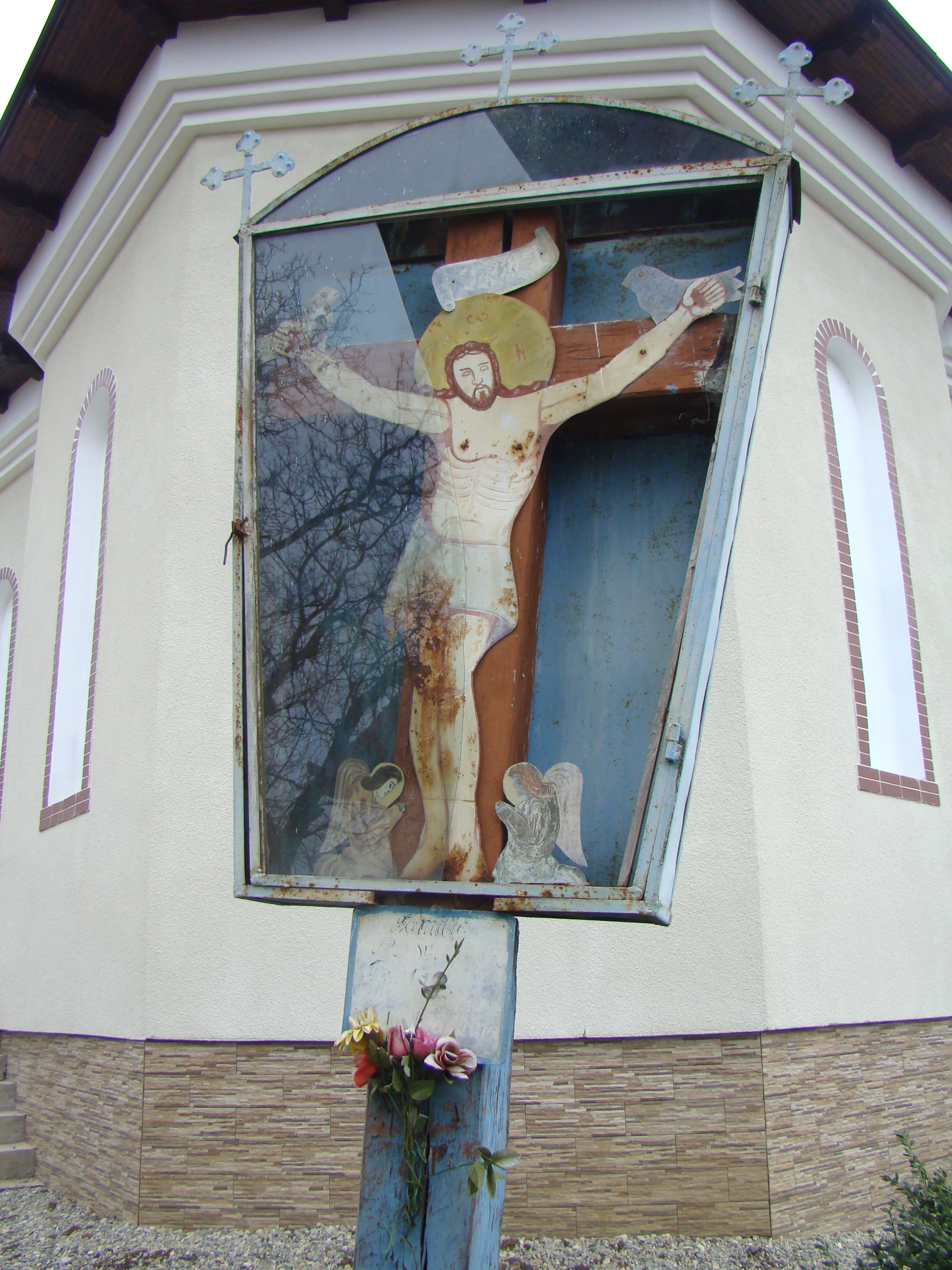